# Augusto Xavier
Augusto Xavier (Santa Maria , 10 de outubro de 1962) é um jornalista e ex-ator brasileiro.

## Biografia
Formou-se em jornalismo pela Centro de Ensino Unificado de Brasília, iniciou sua carreira em 1978, em Santa Maria, na TV Imembuí, afiliada da Rede Globo no Rio Grande do Sul. Convidado por Alice Maria e Antônio Brito - depois de passar num teste comandado por Léo Batista na TV Globo Rio - foi contratado para a Rede Globo em Brasília em 1980, onde apresentou o DFTV, foi transferido para São Paulo em 1985 onde comandou o SPTV, Bom Dia São Paulo, Bom Dia Brasil e o Globo Rural. Em 1992, passou a apresentar o Jornal Hoje, que já apresentava eventualmente com Leda Nagle, em dupla com Cláudia Cruz, Valéria Monteiro e Cristina Ranzolin e o RJTV. Apresentou a terceira edição do SPTV de 1987 até 1989. Também fez ponta no Jornal da Globo e Fantástico.
Saiu da Globo em 1995 e fez uma campanha publicitária intitulada TV Pão de Açúcar por 2 anos. Também apresentou o TV Metropolitan um programa de shows no canal Multishow. É contratado pela Rede Manchete em fevereiro de 1998, onde apresentou o Jornal da Manchete, Na Rota Do Crime, Operação Resgate'' e o Programa de Domingo ao lado de Geórgia Wortmann. Pouco depois deixa o telejornal convidado para atuar na telenovela Brida  em 1998, que teve seu final abortado devido à crise pela qual a Manchete passava, que culminou no seu fechamento no ano seguinte. Chegou a gravar algumas cenas com o elenco, mas seu personagem nunca foi ao ar. Augusto Xavier voltou ao jornalismo e permaneceu na Manchete até seu último dia, inclusive apresentando o Primeira Edição, que não era nada mais do que o antigo Jornal da Manchete, mas sem qualquer citação ao nome da emissora.
De volta a São Paulo, apresentou o primeiro telejornal da RedeTV!, na estreia da emissora, em 15 de novembro de 1999. Ficou na bancada do Jornal da TV!, atual RedeTV! News, até 2005, quando foi remanejado para o TV Esporte Notícias. Em 2008 voltou a apresentação do RedeTV! News ao lado de Rita Lisauskas, substituída por Amanda Klein. Em 2015, Xavier passou a apresentar o programa de reportagens especiais Documento Verdade. Augusto Xavier também é músico, toca guitarra, baixo e teclado, faz seus próprios vídeos caseiros publicados no Youtube, como hobby. Fundou as bandas Covers U2, e Pink Floyd Cover no início da década de 90. As bandas fizeram sucesso nas antigas casas de shows Aeroanta e Dama Xoc em São Paulo. Excursionou pelo interior de São Paulo, Santa Catarina e Rio Grande do Sul em apresentações. Augusto Xavier também é astrônomo amador.
Em 2011 lançou o livro "Mundo Novo, a expansão dos horizontes pela astronomia", editado em ebook pelo site Smashwords.
Em 2021, Augusto Xavier volta a ser âncora do RedeTV! News ao lado de Millena Machado Em 2022, ele passou a comandar boletins jornalísticos na programação da emissora, já que o RedeTV! News foi reformulado. Em 2023, volta a apresentar o RedeTV! News após a demissão de Luís Ernesto Lacombe da emissora.

## Trabalhos na TV

### Como jornalista
| Ano            | Título              | Cargo                            | Emissora                |
| -------------- | ------------------- | -------------------------------- | ----------------------- |
| 1978–1982      | —                   | Repórter                         | RBS TV                  |
| 1983–1985      | DFTV                | Apresentador                     | TV Globo Brasília       |
| 1985–1990      | SPTV                | Apresentador eventual            | TV Globo São Paulo      |
| 1990           | Fantástico          | Apresentador eventual            | Rede Globo              |
| 1990–1995      | São Paulo Já        | Apresentador eventual            | TV Globo São Paulo      |
| 1992–1995      | Jornal Hoje         | Apresentador eventual            | Rede Globo              |
| 1992–1995      | RJTV                | Apresentador eventual            | TV Globo Rio de Janeiro |
| 1996–1999      | Jornal da Manchete  | Apresentador (eventual até 1998) | Rede Manchete           |
| 1997–1999      | Programa de Domingo | Apresentador                     | Rede Manchete           |
| 1997–1999      | Na Rota do Crime    | Apresentador                     | Rede Manchete           |
| 1999–2005      | Jornal da TV!       | Apresentador                     | RedeTV!                 |
| 2005–2008      | TV Esporte Notícias | Apresentador                     | RedeTV!                 |
| 2009–2015      | RedeTV! News        | Apresentador                     | RedeTV!                 |
| 2015–2021 2022 | RedeTV! News        | Apresentador eventual            | RedeTV!                 |
| 2015–2020      | Documento Verdade   | Apresentador                     | RedeTV!                 |
| 2022-2025      | RedeTV! News        | Apresentador                     | RedeTV!                 |

### Como ator
| Ano  | Título | Papel   | Emissora      |
| ---- | ------ | ------- | ------------- |
| 1998 | Brida  | Mariano | Rede Manchete |

## Filmografia
| Ano  | Filme        | Estilo                         | Papel     | Ref.   |
| ---- | ------------ | ------------------------------ | --------- | ------ |
| 2012 | A Onda Cover | Documentário de Curta-metragem | Ele mesmo | [ 20 ] |